# وونغ يو فو
وونغ يو فو (بالصينية: 黃耀富) (6 أغسطس 1981 في الصين - ) هو مدرب كرة قدم ولاعب كرة قدم صيني في مركز الوسط. لعب مع نادي سون هي ونادي سيتيزن وHong Kong FC (football) ‏ ونادي إيسترن سبورتس وهونغ كونغ رينجرز وYuen Long FC ‏.

## وصلات خارجية
- وونغ يو فو على موقع قاعدة بيانات كرة القدم.إي يو (الإنجليزية)
- وونغ يو فو على موقع Soccerway.com (الإنجليزية)